# Perdikkás III.
Perdikkás III. († 359 př. n. l.) byl králem Makedonie v letech 365–359 př. n. l. a následníkem svého bratra Alexandra II. Byl druhým nejstarším synem Amynta III. a Eurydiky I.